# Alojz Krajnc
Alojz Krajnc, hrvatski bosanskohercegovački bivši nogometaš. Igrao za Željezničar iz Sarajeva. Odigrao je za Željezničar sezonu 1927./28. Željezničar je tada igrao u rangu Sarajevske podsavezne lige.